# 曼雅卡澤區
24°42′42″S 33°52′58″E / 24.71167°S 33.88278°E

曼雅卡澤區（葡萄牙語：Manjacaze），是莫桑比克的行政區，位於該國南部，由加扎省負責管轄，首府設於曼雅卡澤，面積3,797平方公里，2007年人口166,488，人口密度每平方公里44人。